# Survie à 5 ans

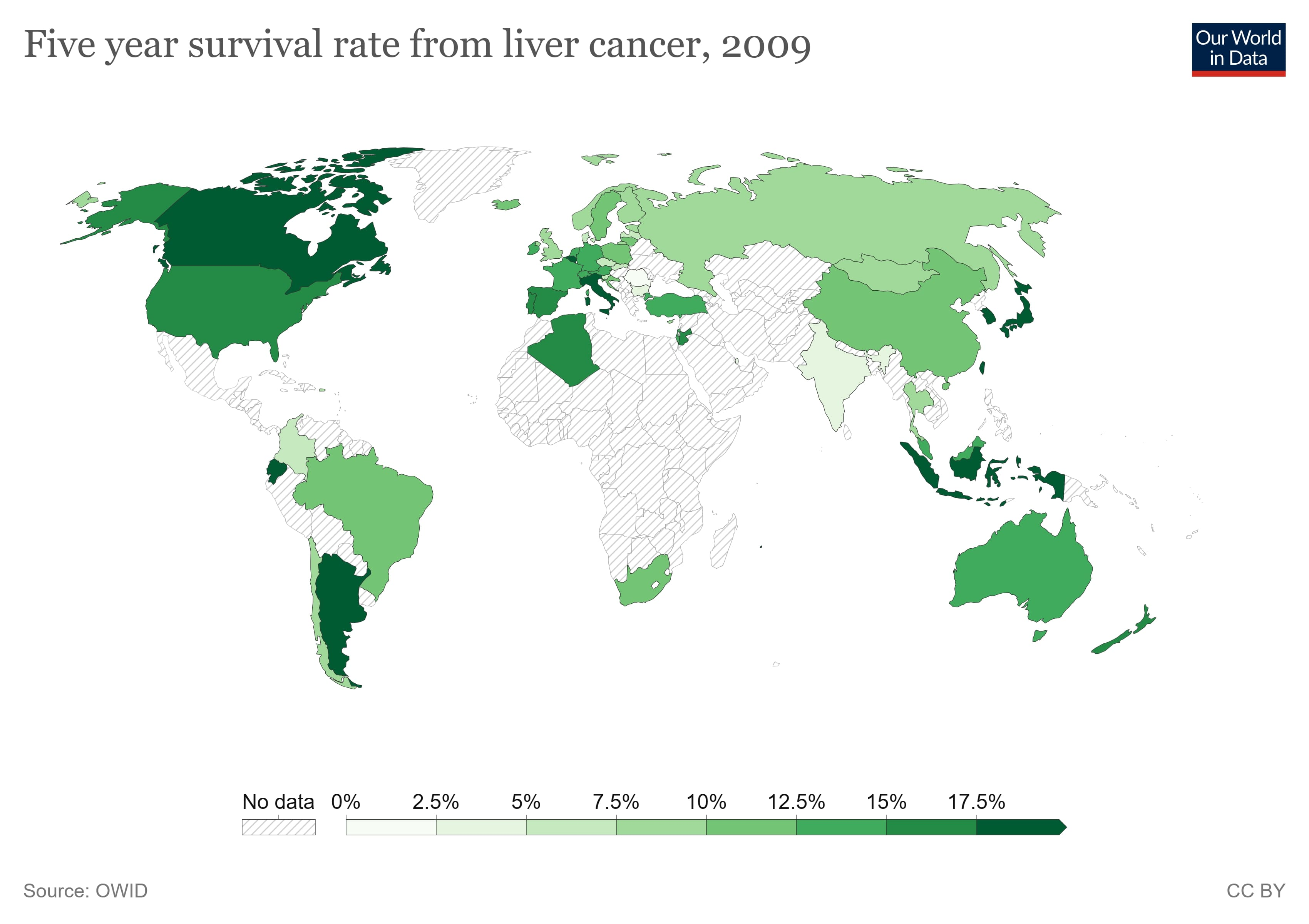
Taux de survie à 5 ans du cancer du foie, en 2009.

Le taux de survie à cinq ans est un type de taux de survie permettant d'estimer le pronostic d'une maladie particulière, normalement calculé à partir du diagnostic. Un biais de délai dû à un diagnostic précoce peut affecter l'interprétation du taux de survie à cinq ans.
Il existe des taux de survie absolus et relatifs, mais ces derniers sont plus utiles et couramment utilisés.

## Taux absolus et relatifs

### Taux de survie absolue
Les taux de survie absolue à cinq ans décrivent le pourcentage de patients en vie cinq ans après le diagnostic de la maladie.

### Taux de survie relative
Les taux de survie relative à cinq ans décrivent le pourcentage de patients atteints d'une maladie en vie cinq ans après le diagnostic de la maladie, divisé par le pourcentage de la population générale du sexe et de l'âge correspondants en vie après cinq ans. En règle générale, les taux de survie relative à cinq ans au cancer sont bien inférieurs à 100 %, ce qui reflète une surmortalité parmi les patients atteints de cancer par rapport à la population générale. Contrairement aux taux de survie absolus à cinq ans, les taux de survie relative à cinq ans peuvent également être égaux, voire supérieurs à 100 % si les patients atteints de cancer ont des taux de survie identiques, voire supérieurs, à ceux de la population générale. Cette tendance peut se produire si les patients atteints de cancer peuvent généralement être guéris ou si les patients diagnostiqués avec un cancer ont une plus grande richesse socio-économique ou un plus grand accès aux soins médicaux que la population générale.
Le fait que des taux de survie relative supérieurs à 100 % aient été estimés pour certains groupes de patients semble contre-intuitif à première vue. Il est peu probable que la survenue d’un cancer de la prostate augmente les chances de survie par rapport à la population générale. Une explication plus plausible est que cette tendance reflète un effet de sélection du dépistage du PSA, dans la mesure où les tests de dépistage ont tendance à être moins souvent utilisés par les groupes de population socialement défavorisés, qui, en général, ont également une mortalité plus élevée.

## Utilisation
Les taux de survie relative à cinq ans sont plus souvent cités dans les statistiques sur le cancer. Des taux de survie absolue à cinq ans peuvent parfois également être cités.
Les taux de survie à cinq ans peuvent être utilisés pour comparer l’efficacité des traitements. L'utilisation de statistiques de survie sur cinq ans est plus utile dans les cas de maladies agressives qui ont une espérance de vie plus courte après le diagnostic, comme le cancer du poumon, et moins utile dans les cas où l'espérance de vie est longue, comme le cancer de la prostate[réf. nécessaire].
Les améliorations des taux sont parfois attribuées à des améliorations du diagnostic plutôt qu’à des améliorations du pronostic. 
Pour comparer les traitements indépendamment du diagnostic, il peut être préférable de considérer la survie après avoir atteint un certain stade de la maladie ou de son traitement,.